# 少叶艾纳香
少叶艾纳香（学名：Blumea hamiltonii）是菊科艾纳香属的植物。分布于印度、缅甸、印度尼西亚、中南半岛、泰国以及中国大陆的云南、贵州等地，生长于海拔1,400米至1,500米的地区，多生长于山坡草丛及空旷草地上，目前尚未由人工引种栽培。

## 别名
田芥菜仔（广西植物名录）